# Tuarangisaurus
Tuarangisaurus (trong tiếng Maori tuarangi nghĩa là "cổ xưa" và sauros trong tiếng Hy Lạp là "thằn lằn") là một chi đã tuyệt chủng của elasmosaurid từ New Zealand. Tuarangisaurus được biết đến từ các mẫu holotype NZGS  CD425, một hộp sọ gần như hoàn chỉnh và hàm dưới, mẫu NZGS CD426, chín đốt sống ở trước đốt sống cổ tử cung. Một số postcranial hoá thạch của cá thể chưa trương thành cũng được là của Tuarangisaurus. Nó được thu thập từ Thành hệ Tahora, có niên đại đến giữa tầng Campanian của kỷ Phấn Trắng muộn,, khoảng 78 triệu năm trước đây. Nó được đặt tên lần đầu tiên bởi Wiffen và Moisley trong năm 1985. Loài duy nhất được biết là Tuarangisaurus keyesi. Chiều dài được dự đoán khoảng 8 mét.